# Raiffeisen Bank International
Raiffeisen Bank International AG (RBI) – austriacki bank z siedzibą w Wiedniu.
Prowadzi działalność za pośrednictwem swojej centrali w Austrii oraz banków zależnych w 12 krajach Europy Środkowej i Wschodniej. Ponadto w skład Grupy RBI wchodzi wielu innych dostawców usług finansowych, w tym w obszarze leasingu, zarządzania aktywami czy fuzji i przejęć. Około 44 000 pracowników obsługuje ponad 17 milionów klientów za pośrednictwem około 1700 placówek biznesowych, zdecydowanie największa ich część znajduje się na terenie Europy Środkowo-Wschodniej.

## Historia
Korzenie banku sięgają 1927, kiedy powstał Genossenschaftliche Zentralbank AG (GZB). GZB został przemianowany na Raiffeisen Zentralbank Österreich AG (RZB) w 1989. Był jednym z wiodących banków komercyjnych i inwestycyjnych w Austrii, a także instytucją centralną austriackiej grupy bankowej Raiffeisen Bankengruppe (RBG).
W październiku 2010, po podziale segmentów biznesowych RZB i Raiffeisen International Bank-Holding AG (RI), RBI kontynuował działalność w zakresie usług bankowych. RZB pozostał centralną instytucją RBG i centralą międzynarodowej Grupy RZB. W marcu 2017 nastąpiła fuzja RZB i RBI.

## Działalność w Polsce
W 1991 bank powołał spółkę zależną, Raiffeisen Centrobank SA (później działający jako Raiffeisen Bank Polska i Raiffeisen Polbank), który koncentrował się na produktach bankowych dla klientów korporacyjnych. 
W kwietniu 2018 BGŻ BNP Paribas Bank Polska (dziś BNP Paribas Bank Polska) nabył podstawową działalność Raiffeisen Polbank, obejmującą bankowość detaliczną i korporacyjną oraz private banking, ale bez portfela walutowych kredytów hipotecznych. Fuzja miała miejsce w październiku 2018 i spowodowała zniknięcie Raiffeisen Polbank z polskiego rynku. Powstał wówczas Raiffeisen Bank International AG (Spółka Akcyjna) Oddział w Polsce, który przejął od Raiffeisen Polbank obsługę walutowych kredytów hipotecznych.
Marka Raiffeisen ponownie pojawiła się w Polsce jako Raiffeisen Digital Bank w 2021.